# شرکت خدماتی

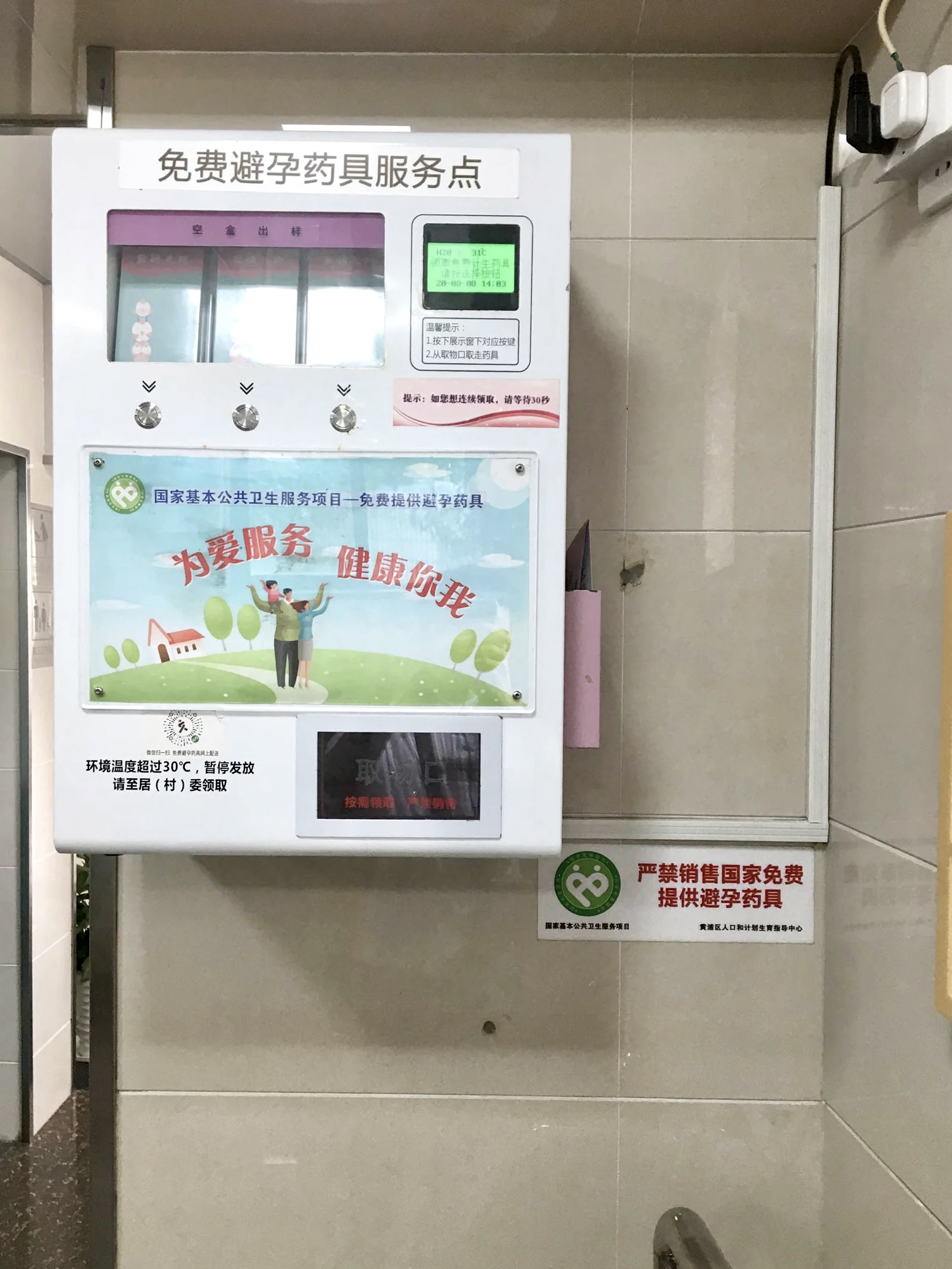
دستگاهی برای خدمات عمومی

شرکت خدمات عمومی (به انگلیسی: public utility company) سازمانی است که زیرساخت یک خدمت عمومی را حفظ می‌کند و با استفاده از آن زیرساخت، خدماتی را نیز ارائه می‌دهد. خدمات عمومی مشمول اشکال مالکیت دولتی و مقررات با طیفی از گروه‌های محلی اجتماع‌ مبنا تا انحصارهای دولتی در سراسر یک ایالت هستند.
هدف خدمات عمومی برای تأمین کالاها/خدمات ضروری است. آب، گاز، برق، تلفن و سایر سامانه‌های ارتباطی بخش عمده‌ای از بازار خدمات عمومی هستند. خطوط انتقال مورد استفاده در انتقال برق یا خط لوله گاز طبیعی دارای ویژگی‌های انحصار طبیعی هستند. اگر زیرساخت از قبل در یک منطقه مشخص وجود داشته باشد، سود کمینه از طریق رقابت به دست می‌آید. به عبارت دیگر، مشخصهٔ این صنایع صرفه به مقیاس در تولید است.
انواع مختلفی از خدمات عمومی وجود دارد. برخی، به ویژه شرکت‌های بزرگ، محصولات متعددی مانند برق و گاز طبیعی ارائه می‌دهند. شرکت‌های دیگر در یک محصول خاص مانند آب تخصص دارند. خدمات عمومی امروزی نیز ممکن است تا حدی (یا به‌طور کامل) از انرژی‌های پاک و تجدیدپذیر به منظور تولید برق پایدار تأمین شود. از این میان، توربین‌های بادی و پنل‌های خورشیدی بیشترین کاربرد را دارند.